# Bataille de Silarus
Deuxième guerre punique
Batailles
219 av. J.-C. : Sagonte
218 av. J.-C. : Rhône, Cissa, Tessin, La Trébie
217 av. J.-C. : Victumulae, Plaisance, Èbre, Lac Trasimène, Geronium
216 av. J.-C. : Cannes, Selva Litana, Nola (1re)
215 av. J.-C. : Cornus, Dertosa, Nola (2e)
214 av. J.-C. : Nola (3e) 
 213 av. J.-C. : Syracuse
212 av. J.-C. : Capoue (1re), Silarus, Herdonia(1re)
 211 av. J.-C. : Bétis, Capoue (2e)
210 av. J.-C. : Herdonia (2e), Numistro
209 av. J.-C. : Asculum, Carthagène
208 av. J.-C. : Baecula
207 av. J.-C. : Grumentum, Métaure
206 av. J.-C. : Ilipa, Carthagène (2e) (ca)
204 av. J.-C. : Crotone
203 av. J.-C. : Utique, Grandes Plaines
202 av. J.-C. : Zama
La bataille de Silarus est une victoire d'Hannibal sur Marcus Centenius. Après avoir reçu le titre de commandant d'une armée alors qu'il n'était que centurion, Marcus Centenius se trouve à la tête d'une armée de huit mille soldats, mais ses effectifs sont doublés. Il marche dans les alentours de Capoue mais est pris dans une embuscade par Hannibal. La bataille dure deux heures, les troupes romaines résistent, mais durant la bataille Marcus Centenius est tué. Selon Tite-Live il n'y eut que mille survivants.